# Marc Angelo
Pour les articles homonymes, voir Angelo.
Marc Angelo, né à Meknès (Maroc) en 1951, est un réalisateur et scénariste français.

## Biographie
Après des études de Lettres et un mémoire de maîtrise sur le cinéaste belge André Delvaux à l'Université Paris-Sorbonne, il obtient un diplôme d'études cinématographiques et audiovisuelles. Marc Angelo commence à travailler comme régisseur, puis assistant-réalisateur, notamment avec Pierre Schoendoerffer (Le Crabe-Tambour) et Yves Boisset (Le Prix du danger).
Il réalise deux longs-métrages : Tir à vue, en 1984 et Pour une vie ou deux, en 1995 ainsi que de nombreux téléfilms et épisodes de séries pour la télévision : B.R.I.G.A.D., Diane, femme flic, Les Petits Meurtres d'Agatha Christie...

## Filmographie

### Réalisateur
- 1984 : Tir à vue
- 1994 : Navarro, série télévisée (2 épisodes)
- 1995 : Pour une vie ou deux
- 1996 : Quai numéro un, série télévisée, (saison 1, saison 2)
- 1996 : Balade en ville, téléfilm
- 1996 : Bébés Boum, téléfilm
- 1997 : Manège, téléfilm
- 1998 : Un flic presque parfait, téléfilm
- 1998 : Bob le magnifique, téléfilm
- 1998 : Mort dans les Landes, téléfilm
- 1999 : Les Duettistes, série télévisée (2 saisons, 3 épisodes)
- 2000-2004 : B.R.I.G.A.D., série télévisée (2 saisons)
- 2000 : Un homme en colère, série télévisée (2 épisodes)
- 2002 : Lucas Ferré, téléfilm
- 2003 : L'Enfant de l'aube, téléfilm
- 2003 : Alex Santana, négociateur, série télévisée
- 2004 : Diane, femme flic, série télévisée (saison 1)
- 2004 : Cyrano de Ménilmontant, téléfilm
- 2005 : Joseph, téléfilm
- 2006 : Diane, femme flic, série télévisée  (saison 4)
- 2007 : Marie Humbert, le secret d'une mère, téléfilm
- 2007 : Le Canapé rouge, téléfilm
- 2009 : Ligne de feu, série télévisée
- 2009 : Marion Mazzano, mini-série télévisée
- 2012 : Boulevard du Palais, série télévisée (saison 14 : épisode 1 (Destin 95C) ; épisode 2 (Ravages) )
- 2013 : Les Petits Meurtres d'Agatha Christie : (épisodes Témoin Muet, Pourquoi pas Martin ?)
- 2014 : Les Petits Meurtres d'Agatha Christie (épisodes Le crime ne paie pas, Un meurtre est-il facile?)
- 2016 : Alliances rouge sang
- 2020 : 2 Femmes

### Réalisateur 2ème équipe
- 1987 : Dernier été à Tanger d'Alexandre Arcady
- 1989 : L'Union sacrée d'Alexandre Arcady
- 1990 : La Baule-les-Pins de Diane Kurys
- 1991 : Pour Sacha d'Alexandre Arcady
- 1991 : Après l'amour de Diane Kurys.

- 1992 : Le Grand Pardon 2  d'Alexandre Arcady.

### Conseiller technique
- 1989 : La Barbare de Mireille Darc

### Scénariste
- 1984 : Tir à vue
- 1992 : Le Grand Pardon 2

* 1993 : Cazanovitz[réf. nécessaire]
- 1996 : Bébés Boum
- 1997 : Quai numéro un (saison 1, saison 2)

* 1999 : Lune[réf. nécessaire]
- 2000-2004 : B.R.I.G.A.D.
- 2009 : Marion Mazzano

### Acteur
- 2005 : Joseph, téléfilm de lui-même : Le journaliste
- 2005 : Marie Humbert, l'amour d'une mère, téléfilm de lui-même : Le Médecin

## Distinctions
- L'Enfant de l'aube,  Prix du Film Français 2004, meilleur TV Film unitaire
- Marie Humbert, l'amour d'une mère, Grand Prix Festival de Luchon 2007, Prix du Sénat 2007